# Ion Antonescu
Ion Victor Antonescu (rumänskt uttal: [jon antoˈnesku]

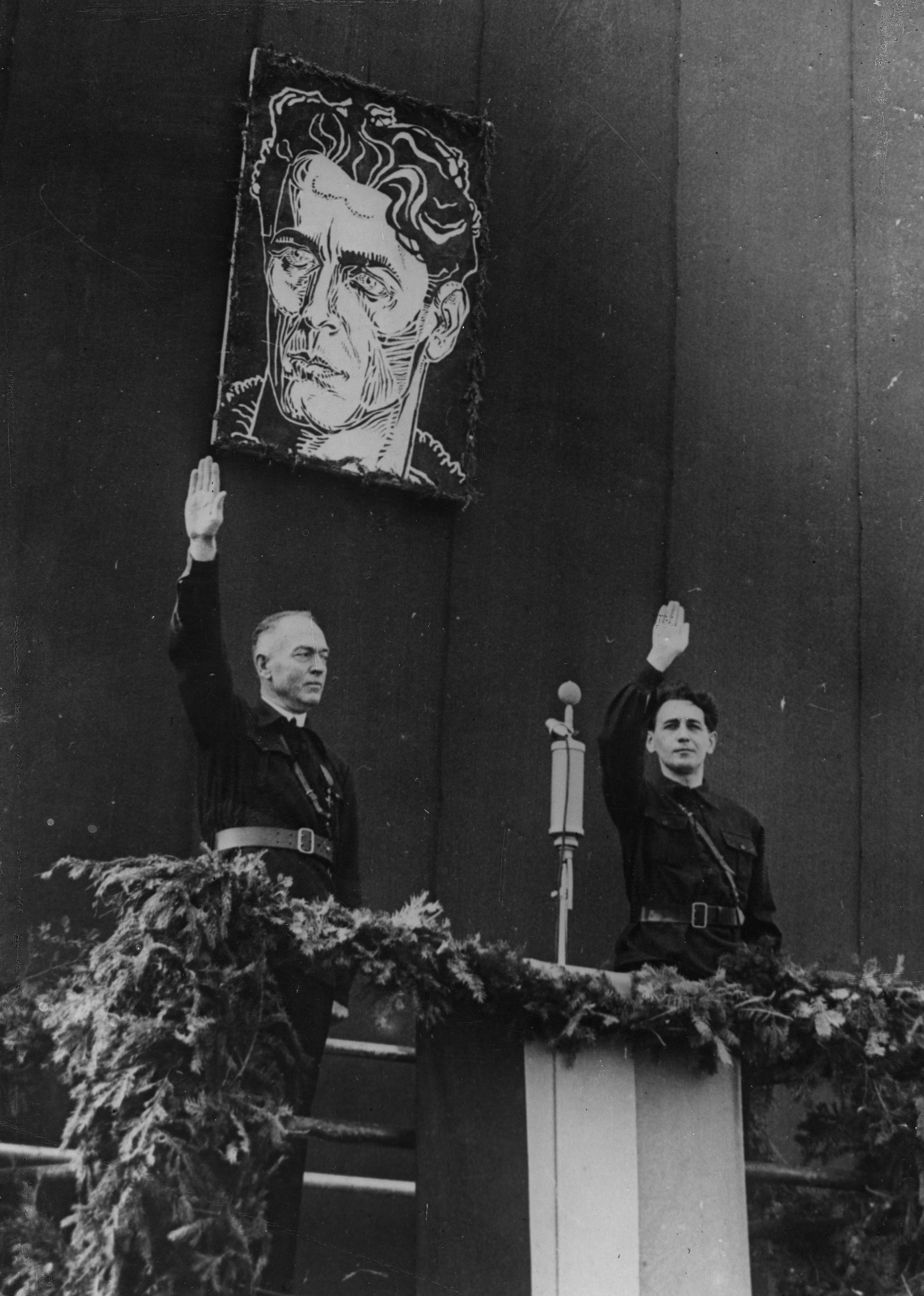
Ion Antonescu och Järngardets ledare Horia Sima under ett möte 1940. Bakom dem ett porträtt föreställande Corneliu Codreanu.

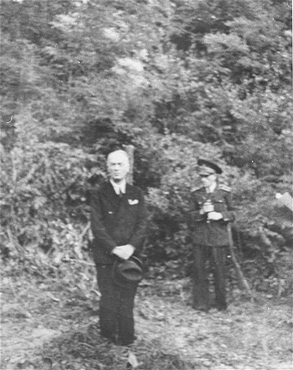
Ion Antonescu på avrättningsplatsen i "Persikoträdens dal".

 ( lyssna)), född 14 juni 1882 i Pitești, Rumänien, död 1 juni 1946 i Jilava, Rumänien, var en rumänsk militär och politiker. Han var Rumäniens premiärminister och conducător (ledare) från 5 september 1940 till 23 augusti 1944.

## Biografi
Antonescu deltog 1913 i det andra balkankriget mot Bulgarien och utmärkte sig så att han tilldelades Rumäniens högsta militära utmärkelse (Ordinul Mihai Viteazul). Under första världskriget var han från 1916 chef för general Constantin Prezans stab. Han lyckades inte hindra tyskarna från att snabbt inta huvuddelen av Rumänien, men han anses vara arkitekten bakom den rumänska arméns försvar mot den tyska arméns försök under generalfältmarskalk August von Mackensens ledning att erövra Moldavien.
Antonescu hade rykte om sig att vara en mycket duglig militär befälhavare. Hans skoningslöshet gav honom namnet Câinele roșu, "Röde hunden".
1924 blev han general och kort därefter generalstabschef. Han framträdde öppet som motståndare till Karl II av Rumänien och stödde Järngardet. I Octavian Gogas kortvariga auktoritära regering 1937–1938 och i Miron Cristeas första nationella samlingsregering 1938 var Antonescu försvarsminister.

### Andra världskriget
Efter ingåendet av Molotov-Ribbentroppakten i augusti 1939 gavs Sovjetunionen fria händer i de östliga delarna av Europa och Sovjetunionen tvingade Rumänien i augusti–september 1940 att avträda Bessarabien och norra Bukovina till Sovjet och norra Transsylvanien till Ungern. Antonescu hade sommaren 1940, med ett öppet brev till kungen, riktat skarp kritik mot den förda utrikespolitiken och krävt ett närmande till Tyskland, vilket lett till hans arrestering. Efter landavträdelserna till Tyskland-Ryssland tvingades Rumäniens kung Carol II i september 1940 utnämna Antonescu till premiärminister med diktatorisk fullmakt att bilda regering. Han försökte också bilda en sådan på basis av nationell samling, men misslyckades. På Antonescus inrådan abdikerade Carol II två dagar senare till förmån för sin 19-årige son Mikael I, som dock bara blev en staffagefigur eftersom Antonescu utnämnde sig själv till conducător (ledare) med diktatoriska befogenheter.
Antonescu slöt sig mycket nära till Tyskland och öppnade i oktober 1940 landet för tyska trupper. När Antonescu i januari 1941 kom i konflikt med fascistiska Järngardets Horia Sima, valde han att med våld slå ned Järngardet, och ett mindre inbördeskrig bröt ut mellan Antonescu, som hade militärens stöd, och Horia Simas styrkor. Det hela slutade i att Antonescu behöll makten och Järngardet förtrycktes och stoppades till slut helt. Efter detta omformade han sin regering till ett rent militärkabinett.
Vid det rysk-tyska krigets utbrott juni 1941 förklarade Antonescu omedelbart krig mot Sovjetunionen, och ledde själv som överbefälhavare de rumänska aktionerna i södra Sovjet. Hans diktatoriska makt utökades ytterligare, och i september 1942 gavs Antonescu även lagstiftande makt. Även sedan man återfått de förlorade områdena fortsatte de rumänska styrkorna längre in i Sovjetunionen trots protester från rumänska politiker och avrådande från de västallierade staterna. Efter nederlaget och de stora manskapsförlusterna i striderna vid Stalingrad 1943 sjönk Antonescus popularitet kraftigt.
Våren 1944 närmade sig Röda armén Rumäniens gränser och pressade tyska styrkor framför sig. I augusti försökte Antonescu förmå Adolf Hitler att godkänna en separatfred mellan Rumänien och Ryssland, men misslyckades. Då han inte vågade låta den rumänska armén kapitulera ingrep kung Mikael I bakom hans rygg. Denne hade trätt i kontakt med de allierade och genomförde den 23 augusti 1944 en kupp där Antonescu arresterades och avsattes varvid landet omedelbart bröt med axelmakterna.

### Inför rätta
Antonescu överlämnades därefter till Sovjetunionen och fördes bort i fångenskap men återlämnades i maj 1946 till Rumänien för att ställas inför rätta i Bukarest anklagad för att ha stött den tyska invasionen av Sovjetunionen. Han befanns skyldig och dömdes till döden. Tillsammans med Mihai Antonescu (vice premiärminister och utrikesminister), Gheorghe Alexianu (guvernör för Transnistrien) och Constantin Z. Vasiliu (polischef) arkebuserades Antonescu den 1 juni 1946 vid Jilavafängelset i utkanten av Bukarest. Platsen där avrättningen ägde rum kallas Valea Piersicilor, "Persikoträdens dal". Efter exekutionsplutonens eldgivning gavs Antonescu två nådaskott.